# 税額控除
税額控除（米: Tax credit）とは、課税標準に税率を乗じて計算された税額から直接控除することができる金額である。
税率を乗ずる対象から金額を差し引く各種控除（米: Tax deduction）と対比される。

## 給付付き税額控除
給付付き税額控除（きゅうふつきぜいがくこうじょ, Refundable Tax credit）では、税額控除で控除しきれなかった分（あるいはその一定割合）を現金にて支給する。ミルトン・フリードマンの「負の所得税」が考え方の元になっている。
勤労税額控除という形式で導入している国家が存在し、アメリカ、イギリス、フランス、オランダ、スウェーデン、カナダ、ニュージーランド、韓国など10カ国以上が採用している。
立憲民主党は、中低所得者が負担する消費税について半額相当を所得税から給付付きで控除するという形での導入を目指している。

### 各国の給付付き税額控除

#### アメリカ
- 勤労所得税額控除 (Earned income tax credit) [2]
- 児童税額控除（Child tax credit） [2]
- American opportunity tax credit - 認定された高等教育についての控除[2]
- Premium tax credit - 公的健康保険（オバマケア）支払いについての控除[2]

#### イギリス
- 勤労者タックスクレジット（Working Tax Credit）
- 児童税額控除（Child Tax Credit）

#### フランス
- 活動手当(Prime d'activité)

2016年1月1日より就業手当 (Prime pour l'emploi)と就業者向けの生活保護(RSA d'activité)が統合され、活動手当(Prime d' activité)となった。

#### カナダ
- カナダ勤労給付(Canada Workers Benefit)[7][8]　(旧・就労所得手当、Working Income Tax Benefit)
- カナダ児童手当（Canada Child Benefit）　（旧・カナダ児童手当 (Canada Child Tax Benefit))

#### 韓国
- 勤労奨励税制（근로 장려 세제）
- 子供奨励金(자녀 장려금)

#### 日本
日本では政党・政府・国会のレベルで給付付き税額控除制度が検討されてきたが、2025年時点で政策として執行するための法制度は制定されていない。制度の最大の支持団体の一つは、日本労働組合総連合会（連合）である。
- 2010年9月17日、菅直人内閣 (第1次改造)発足。
- 2010年12月6日、民主党が「税と社会保障の抜本改革調査会「中間整理」」を公表。「現役世代、高齢期を通じて基礎的な生活を支える一手段として、給付付き税額控除を積極的に検討すべきである。低収入の現役世代、高齢者が増加する中で、年金や生活保護との関係に留意しつつ、「給付付き税額控除」を検討する意義は大きくなっている」と提言[10]。
- 2011年1月14日、菅直人内閣 (第2次改造)発足。
- 2011年5月30日、民主党役員会が「一人ひとりの状況に配慮した給付付き税額控除」に言及した社会保障と税の抜本改革調査会の5月26日付報告書「『あるべき社会保障』の実現に向けて」を了承。同日政府の社会保障改革に関する集中検討会議（菅直人議長）に提出[11]。
- 2011年9月2日、野田内閣発足。
- 2012年1月6日、政府・与党社会保障改革本部が「総合合算制度や給付付き税額控除等、再分配に関する総合的な施策を導入する」との内容を含む「社会保障・税一体改革素案」を決定。同日閣議報告承認[12]。
- 2012年2月14日、野田内閣 (第1次改造)が「参議院議員若林健太君提出社会保障・税一体改革素案における給付付き税額控除制度に関する質問」に対し、政府・与党社会保障改革本部が策定した「社会保障・税一体改革素案」の方針に従って検討していく旨の答弁書を閣議決定[13]。
- 2012年2月17日、「低所得者に対しては、給付付き税額控除の導入に向け検討を進める。こうした改革を通じて「支え合う社会」を回復し人々に安心と活力を与え経済を活性化させるという好循環を確立していく」という内容を含む「社会保障・税一体改革大綱について」を閣議決定[14]。
- 2012年6月21日に民主党・自由民主党・公明党によって作成された三党合意において、低所得者に配慮する観点から番号法の本格的な稼動定着を前提に、給付付き税額控除の導入について様々な角度から総合的に検討することを内容とする「社会保障の安定財源の確保等を図る税制の抜本的な改革を行うための消費税法の一部を改正する等の法律」(消費税改正等法律案)を含む社会保障制度改革推進法案を第180回国会に成立させることが盛り込まれる。これにより給付付き税額控除制度の検討を政府に義務づける制度の制定が、立法府の多数を占める与野党三党の政治課題となる。
  - 「一項イ　低所得者に配慮する観点から、行政手続における特定の個人を識別するための番号の利用等に関する法律による行政手続における特定の個人を識別するための番号の利用等に関する制度の本格的な稼動及び定着を前提に、関連する社会保障制度の見直し及び所得控除の抜本的な整理と併せて、総合合算制度、給付付き税額控除等の施策の導入について、所得の把握、資産の把握の問題、執行面での対応の可能性等を含め様々な角度から総合的に検討する。」
- 2012年6月26日、与党民主党の一部議員から消費税増税などについて異論・反対・欠席議員が出る中、社会保障制度改革推進法案が衆議院で可決成立。
- 2012年8月10日、社会保障制度改革推進法案が参議院で可決成立。
- 2012年8月22日、社会保障制度改革推進法公布。給付付き税額控除の総合的検討を規定した「社会保障の安定財源の確保等を図る税制の抜本的な改革を行うための消費税法の一部を改正する等の法律」第7条第1号イが、同日施行される[15]。
- 2012年11月16日、衆議院解散。
- 2012年11月27日、社会保障制度改革国民会議委員名簿公表。11月30日、社会保障制度改革国民会議第1回会合[16]。
- 2012年12月16日、消費税率引き上げ等が争点となるなか第46回衆議院議員総選挙執行。自由民主党が絶対安定多数を確保し12月26日に第2次安倍内閣発足。
- 2013年5月24日 マイナンバー関連法案が可決・成立。最重要課題として力を入れて取り組んできた日本労働組合総連合会（連合）は、これを高く評価し、「番号制度は、給付付き税額控除の導入など所得再分配機能を高めるための基礎的なインフラとして必要不可欠」との事務局長談話を発表[17]。
- 2013年8月6日、社会保障制度改革国民会議報告書がとりまとめられる。報告書は総合合算制度の創設については言及したが、給付付き税額控除という文言による言及は見送られ、「世代内の再分配機能を強化するとともに、給付と負担の公平を確保する観点から検討が求められる」「所得再分配の強化を図りつつ、経済政策、雇用政策、教育政策、地域政策、税制など様々な政策を連携させていく」との表現にとどまる[18]。
- 2013年8月21日、第2次安倍内閣が社会保障制度改革国民会議の審議の結果等を踏まえ、給付付き税額控除の文言を削除した「社会保障制度改革推進法第４条の規定に基づく「法制上の措置」の骨子について」を閣議決定。三党合意を事実上放棄[19]。
- 2013年12月に結党された「結いの党」は掲げる主要政策の中において、「「給付付き税額控除」によりミニマムインカム（最低生活保障）を担保。」と記載[20]。
- 2014年12月24日、第3次安倍内閣発足。同日、「低所得者に配慮」「給付付き税額控除」などの従来の文言を削除した「基本方針」を閣議決定。三党合意を正式に放棄[21]。
- 2015年3月3日、第189回国会衆議院に給付付き税額控除の導入検討等を定める議員立法案「格差是正及び経済成長のために講ずべき税制上の措置等に関する法律案」（古川元久君外3名提出衆法第4号）が民主党会派から提出されたが、3月13日に第3次安倍内閣は「格差是正及び経済成長のために講ずべき税制上の措置等に関する法律案」に反対することを閣議決定。同日衆議院財務金融委員会で同案の採決が行われ、自民、維新、公明、共産、次世代、生活、社民の各会派の反対により否決[22]。

## 各種税制

### 所得税
課税所得額に所定の税率をかけて求めた所得税額から税額控除を差し引くことで最終的な所得税額になる。住宅ローン控除や配当控除、 政党等寄附金等特別控除、外国税額控除など多くの種類がある。

### 法人税
法人税には、次の控除がある。
- 利子配当に係る所得税額の控除
- 租税特別措置法による特別控除
- 仮装経理の場合の更正に伴う法人税額の控除
- 外国税額控除

### 消費税
消費税には、次の控除がある。
- 仕入税額控除
- 売上に係る対価の返還等に係る税額控除
- 貸倒れに係る税額控除